# Bruno Mars
Peter Gene Hernandez, művésznevén Bruno Mars (Honolulu, 1985. október 8. –) tizenhatszoros Grammy-díjas amerikai énekes, dalszerző, zenei producer és koreográfus.

## Munkássága
2010 októberében jelent meg debütáló nagylemeze, Doo-Wops & Hooligans címmel, amely első helyezést ért el többek között Nagy-Britanniában, Németországban, Hollandiában és Svájcban, míg az Egyesült Államokban a harmadik helyig jutott. Az albumról megjelent Just the Way You Are és a Grenade című kislemezek vezették a Billboard Hot 100 listáját. 2012 decemberében megjelent második stúdióalbuma Unorthodox Jukebox címmel, amely számos országban – így az Egyesült Államokban és az Egyesült Királyságban is – elérte az albumlisták első helyét. Az albumról a Locked Out of Heaven és a When I Was Your Man is eljutott a Billboard Hot 100 első helyére. 2014-ben közreműködött Mark Ronson Uptown Funkjában. 2016-ban jelent meg harmadik stúdióalbuma, a 24K Magic.
Mars eddig 16 Grammy-díjat nyert és több, mint 9 millió albumot és 115 millió kislemezt adott el világszerte, ezáltal minden idők egyik legsikeresebb előadója.

## Életrajz

### 1985–2008: gyermekkora és a kezdetek
Honolulu közelében, Waikiki-ben nevelkedett. Szülei Peter Hernandez és Bernadette „Bernie” Pedro Bayot (meghalt 2013. június 1-jén), akik Puerto Ricó-i és filippínó származásúak. Apja félig puerto ricó-i, félig askenázi zsidó származású,  Magyarországról és eredetileg Brooklynból, New Yorkból származik.[forrás?] Édesanyja még gyermekként a Fülöp-szigetekről költözött Hawaiira, míg édesapja Brooklynból költözött a csendes-óceáni szigetcsoportra. Szülei először egy zenés rendezvényen találkoztak, ahol édesanyja hula táncosnő volt, édesapja pedig egy ütős hangszeren játszott. Mars kétéves korában kapta „Bruno” becenevét, melyet apja adott neki egy Bruno Sammartino nevű pufók arcú birkózóról.
Zenészcsaládból származik, s öt testvérével együtt nagyrészt ennek köszönheti változatos zenei stílusát (pop, reggae, soul, R&B, hiphop és rock). Fiatal korában olyan előadók hatottak zenéjére, mint Michael Jackson, Elvis Presley, a The Isley Brothers, és a The Temptations.
1990-ben a MidWeek magazin róla írt cikkében „Kicsi Elvis”-nek nevezte, 1992-ben pedig szerepelt a Nászút Las Vegasba című filmben, ahol a fiatalkori Elvist alakította.
Mars később Elvis Presley a zenéjére gyakorolt hatásáról az alábbiakat nyilatkozta: „Figyelemmel követem a legnagyobbakat. Nagy rajongója vagyok Elvisnek. Nagy rajongója vagyok az 1950-es évekbeli Elvisnek, aki mikor felment a színpadra, azonnal lázba hozta az embereket, mert hatalma volt, és a lányok megőrültek érte. Ugyanez elmondható Prince-ről vagy a The Police-ról. Ezek az emberek tudják, hogy mit akarnak látni az emberek akik elmennek egy show-ra, ezért én figyelem ezeket a fickókat és szeretek tőlük tanulni.”
2010-ben egyik nyilatkozatában a hawaii-i származását és a zenészcsaládját is az egyik legfőbb hatásnak nevezte zenéjére: "Az, hogy Hawaii-on nőttem fel, az tett azzá az emberré aki vagyok. Sokszor felléptem édesapám bandájával Hawaii-on. A családomban mindenki énekel, és mindenki játszik valamilyen hangszeren. A nagybátyám egy hihetetlen gitárjátékos, apám kitűnően játszik ütős hangszereken, a testvérem egy remek dobos, aki egyébként a zenekarunkban játszik. Csak beleszülettem a zenébe.” 2003-ban tizenhét évesen, miután leérettségizett a President Theodore Roosevelt középiskolában, Los Angeles-be költözött, hogy folytassa zenei karrierjét. Felvette az édesapja által ráragasztott Bruno becenevet, majd hozzátette a „Mars” szót a végére. „Nem tartottam magam valami pörgős személyiségnek, és sok csaj mondta nekem, hogy olyan mintha én nem ebből a világból származnék, ezért szerintem olyan voltam, mintha a Marsról jöttem volna.”
Nem sokkal azután, hogy Los Angeles-be költözött, 2004-ben szerződést kötött a Motown Records kiadóval, amely úgy tűnt, nem lesz eredményes. Azonban a Motownnál eltöltött idő mégis kedvezőnek bizonyult a karrierje szempontjából, hiszen itt ismerkedett meg a dalszerző és producer Philip Lawrence-szel aki szintén a Motown Records kiadónál tevékenykedett. Mars, Lawrence és Ari Levine hangmérnök együtt elkezdtek dalokat írni, majd megalakították a The Smeezingtons produkciós csapatot. 2006-ban Lawrence bemutatta későbbi menedzserének, az Atlantic Records kiadónál lévő Aaron Bay-Schucknak. Miután hallotta Mars néhány gitáron előadott dalát, azonnal le akarta szerződtetni kiadójához, ez a folyamat azonban körülbelül három évet vett igénybe. Időközben Bay-Schuck felfogadta Mars-ot és a Smeezingtonst, hogy írjanak dalokat a kiadó előadóinak. Bay-Schuck szerint Mars-nak ugyan a fő célja az volt, hogy szóló előadó legyen, mégis szeretett volna más előadóknak dalokat szerezni, ezzel is fejlesztve dalszerzői képességeit, és hogy rátaláljon saját stílusára amivé majd válni akar. Bay-Schuck ezt az „önmegismerés” időszakának nevezte Mars számára, ami alapjaiban meghatározta későbbi karrierjét.

### 2009–2012: kereskedelmi sikerei és aDoo-Wops & Hooligans

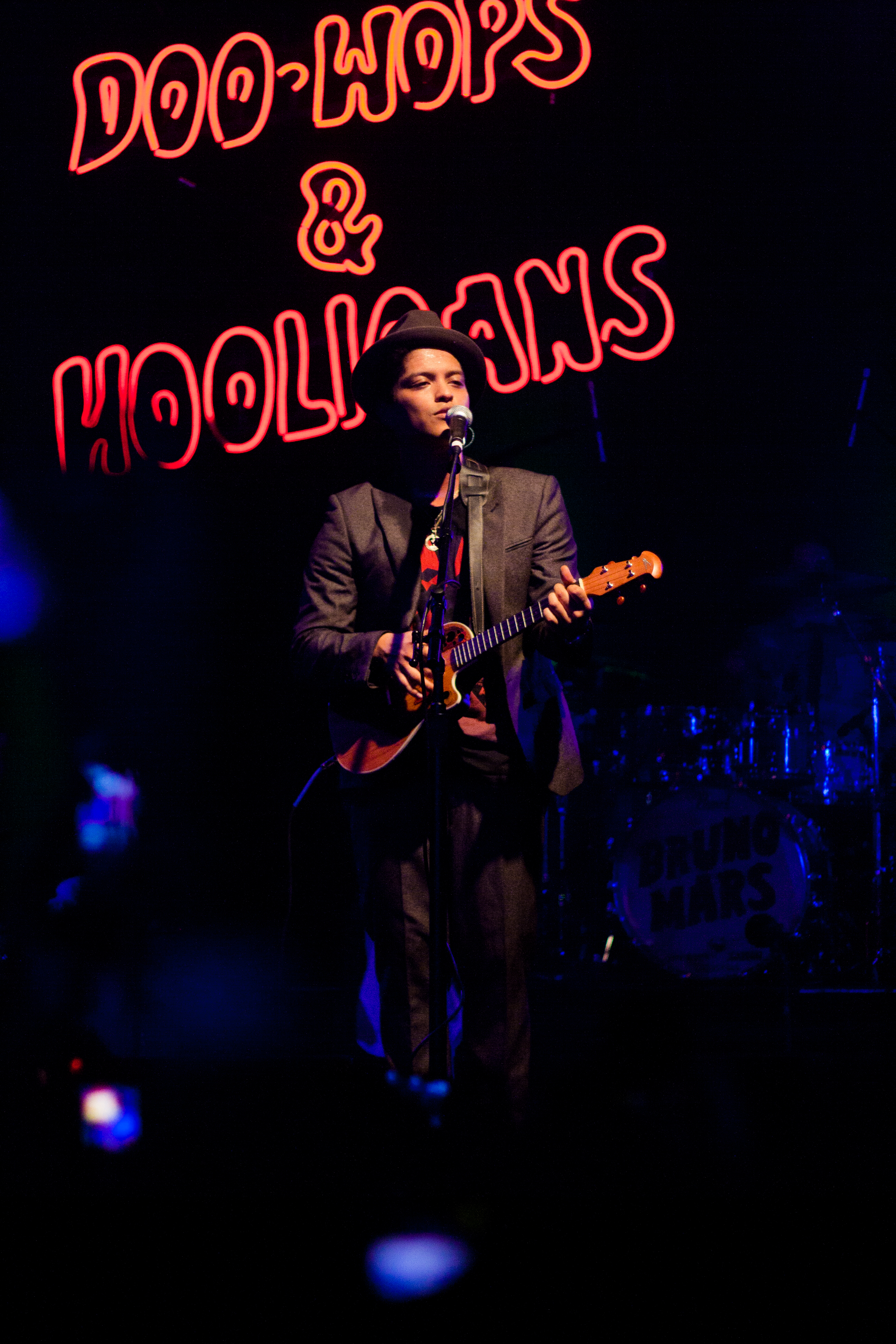
Bruno Mars houstoni koncertjén 2010 novemberében.

Mielőtt sikeres szóló előadóvá vált volna, már egy elismert zenei producer és szövegíró volt, s olyan emberekkel dolgozott együtt, mint Alexandra Burke, Travie McCoy, Adam Levine, Brandy, és Sean Kingston, de dolgozott együtt Flo Rida világhírű számán a Right Round-on. Közreműködött még a Sugababes "Get Sexy" című számán, illetve háttérénekesként a Sweet 7 című albumukon. Első énekesi megjelenése a Far East Movement formáció második albumának (Animal) "3D" című számában tűnt fel. Szintén közreműködött Jaeson Ma első debütáló kislemezén a "Love"-on 2009 augusztusában. Azonban legnagyobb átütő sikerét, szóló előadóként B.o.B. "Nothin' on You" című száma és Travie McCoy "Billionaire" című dala hozta neki. Mindkét dal a világ több pontján top tízes listahelyezést ért el. Ezen a sikeren felbuzdulva Mars kiadta debütáló EP-jét az "It's Better If You Don't Understand" 2010. május 11-én. Az EP 99. helyig jutott a Billboard 200 listáján, melyről egy kislemez jelent meg a "The Other Side". Mint közreműködő előadó Cee Lo Green és B.o.B is megjelent a kislemezen. 2010 augusztusában Cee Lo Green-nel még egyszer, mint társ író dolgozott együtt az énekes egyik kislemezén, a "Fuck You!-n". 2010. szeptember 13-án B.o.B-vel és Hayley Williams-szel előadtak egy zenei egyveleget a "Nothin' on You"-ból és az "Airplanes"-ből a 2010 MTV Video Music Awardson.
Mars debütáló albuma a Doo-Wops & Hooligans, 2010. október 4-én került digitális kiadásra, majd október 5-én CD is megvásárolható lett. A lemez első kislemeze a "Just the Way You Are" volt, ami meghódította az amerikai Billboard Hot 100 első helyét is. A kislemezt 2010. július 19-én adták ki. A hozzá tartozó videóklip 2010. szeptember 8-án jelent meg. További két szám jelent meg az album promotálása céljából, promóciós kislemezként, a "Liquor Store Blues" és a "Grenade". Európában turnézott a Maroon 5-al és Travie McCoy-jal október 6-án és 18-án. November 16-án kezdődött első önálló turnéja, a Doo-Wops & Hooligans Tour, ami egészen 2012. január 28-ig tartott.
2010. szeptember 19-én Las Vegasban letartóztatták kokain birtoklásáért. Ezek után Mars ezt nyilatkozta, hogy amit tett, az "nagy butaság" volt és "ez előtt sohasem használt ilyen szereket". A bíróság kétszer elhalasztotta a tárgyalás időpontját, a legutolsó időpont 2011. február 4-e volt. Büntetésként 2000 dollár pénzbüntetést és 200 óra közmunkát kapott a 2,6 gramm kokain birtoklása miatt.
2011 szeptemberében jelent meg "It Will Rain" című száma, amely az Alkonyat – Hajnalhasadás című filmben szerepel.

### 2012–2014:Unorthodox Jukebox
Mars 2012 márciusában jelentette be, hogy dolgozik második albumán. A lemez Unorthodox Jukebox néven 2012. december 11-én jelent meg. 2012. október 1-jén jelent meg a lemez első kislemeze "Locked Out of Heaven" címmel, ami elérte az amerikai Billboard Hot 100 első helyét. A második kislemez, a "When I Was Your Man" sok országban eljutott a slágerlisták első tíz helyének valamelyikébe, beleértve az amerikai Billboard Hot 100 első helyét is. A harmadik kislemez, a "Treasure" az ötödik helyezést érte el Amerikában és valamivel kisebb sikere volt, az előző két kislemeznél. Ezzel az albummal Mars a szabadságát szeretné kifejezni. Az album számos országban, így az Egyesült Államokban és az Egyesült Királyságban is volt listavezető.
2013. június 22-én Washingtonban megkezdte az albumhoz kapcsolódó turnét, amely a Moonshine Jungle Tour nevet viselte. 2014. január 26-án Mars megkapta a Legjobb popalbumnak járó Grammy-díjat az Unorthodox Jukeboxért. Egy héttel később ő lépett fel a XLVIII. Super Bowl félidejében, ahol a Red Hot Chili Peppers csatlakozott hozzá, mint meghívott előadó. Ő volt az első fő előadó, aki 30 éves kora előtt lépett fel. Közreműködött Mark Ronson 2014. november 10-én megjelent "Uptown Funk" című dalában, amely az Egyesült Államokon, Kanadán, az Egyesült Királyságon és Ausztrálián kívül számos országban eljutott a slágerlisták első helyére.

### 2015–2020:24K Magic
A Moonshine Jungle Tour befejeztével Mars elkezdett dolgozni harmadik stúdióalbumán. 2015-ben részt vett Adele All I Ask című számának megalkotásában, mely az énekesnő 25 című albumán szerepel. 2015 decemberében bejelentették, hogy az ötvenedik Super Bowl halftime show-ját a Coldplay fogja adni, 2016. február 7-én. A meghívott előadók Mars és Beyoncé voltak. 2016 májusában szakított eddigi menedzserével Brandon Creeddel.
Első kislemeze új albumáról, a "24K Magic" 2016. október 7-én jelent meg. Több országban is a slágerlisták élére került, míg az USA-ban a negyedik helyig jutott. Az azonos névre hallgató album 2016 november 18-án jelent meg és pozitív visszajelzéseket kapott a kritikusoktól. A második helyen debütált a Billboard 200 listán. A második kislemez, a "That's What I Like" 2017. január 30-án jelent meg. Noha a Billboard Hot 100 listán az első helyig jutott, nemzetközileg kevésbé volt sikeres, mint az előző kislemez. Mars harmadik turnéja, a 24K Magic World Tour 2017 márciusában kezdődött el.

### 2021-napjainkig: közreműködések és a Silk Sonic
Mars együttműködött a Chic It's About Time (2018) albumán. 2019 februárjában Cardi B és Mars kiadták Please Me című kislemezüket, amely harmadik helyig jutott a Billboard Hot 100-on. Elérte a legjobb húsz hely egyikét Kanadában, Új-Zélandon és az Egyesült Királyságban is. Ed Sheeran, Chris Stapleton és Mars közreműködött a Blow című dalon a korábbi negyedik stúdióalbumán, a No.6 Collaborations Project-en (2019).
2021. február 26-án Mars és Anderson .Paak bejelentették, hogy felvettek egy új albumot a Silk Sonic név alatt. Az együttes debütáló albuma, az An Evening with Silk Sonic-on közreműködik narrátorként Bootsy Collins is. A Leave The Door Open volt az első megjelent kislemez a lemezről, 2021. március 5-én. Első helyet ért el a Billboard Hot 100-on és Új-Zélandon.

## Zenei stílusa

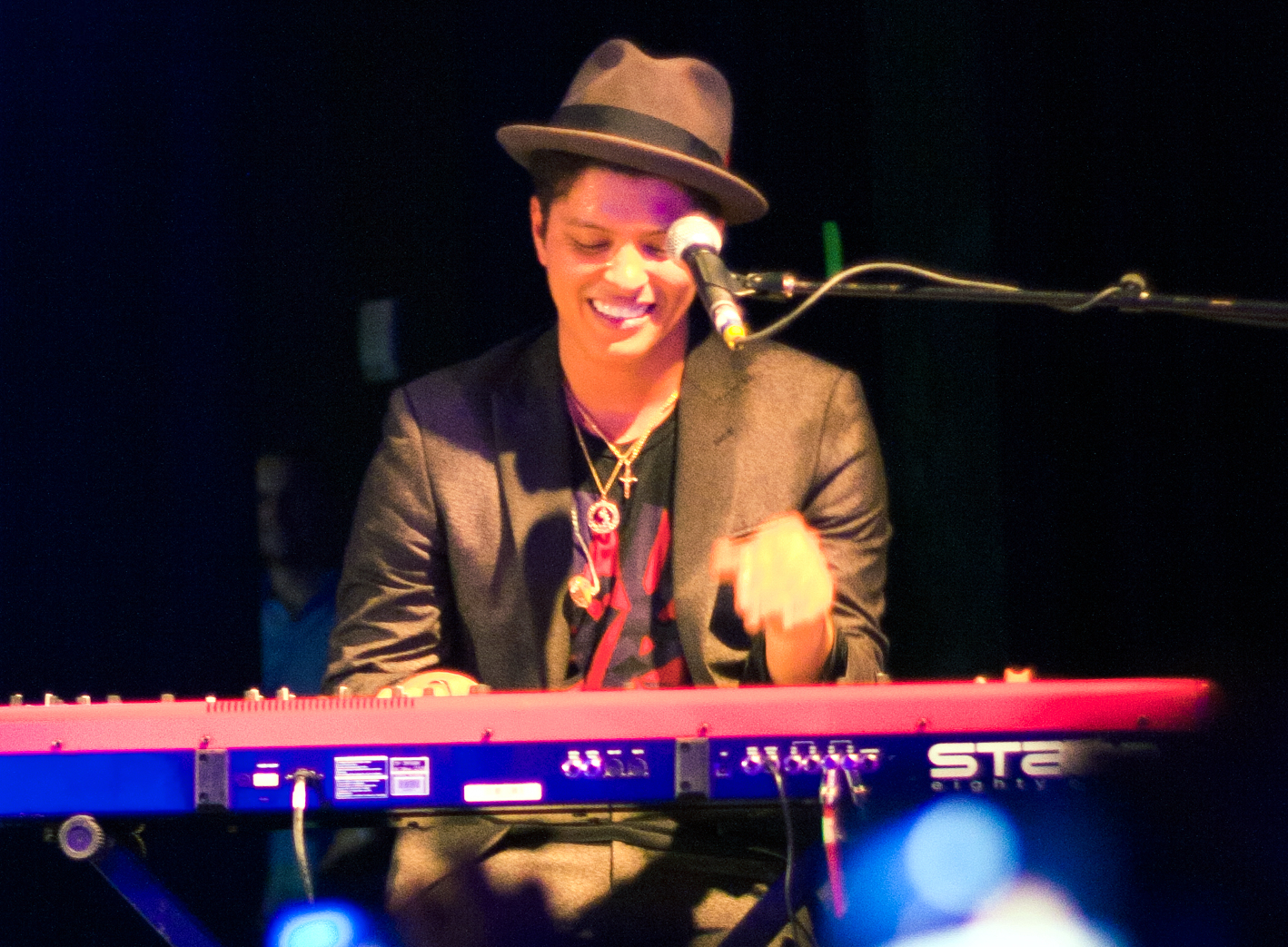
Az énekes több hangszeren játszik többek között zongorán, gitáron és dobon

Bár Mars "lágyként" írta le saját stílusát könnyed, falzett hangja miatt, ám társ- producere azt mondta, hogy a hangjának van egy sötétebb oldala, amit a hallgatók nem ismernek. Jon Caramanica a The New York Timestól úgy írta le, hogy "ő az egyik legsokoldalúbb és legjobban emészthető pop előadó, akinek könnyed és soulos hangja van, amit nagyszerűen variál több stíluson keresztül". Mars Michael Jacksont, Elvis Presleyt, Little Richardot, Princet, a Policet, a Led Zeppelint, Bob Marleyt és a Beatlest nevezte meg többek között, mint akiknek a zenéje hatással volt rá.

## Diszkográfia

### Stúdióalbumok
| Év   | Cím                                                         | Csúcshelyezés | Csúcshelyezés | Csúcshelyezés | Csúcshelyezés | Csúcshelyezés | Csúcshelyezés | Eladás                                   | Minősítések                                                                                            |
| Év   | Cím                                                         | US            | AUS           | CAN           | IRL           | NZ            | UK            | Eladás                                   | Minősítések                                                                                            |
| ---- | ----------------------------------------------------------- | ------------- | ------------- | ------------- | ------------- | ------------- | ------------- | ---------------------------------------- | --- |
| 2010 | Doo-Wops & Hooligans - Formátum: LP, CD, digitális letöltés | 3             | 2             | 1             | 1             | 2             | 1             | - Világszerte: 6,330,000                 | - US: 2× Platina - AUS: 4× Platina - UK: 5× Platina - GER: 5× Arany - CAN: 3× Platina - NZ: 6× Platina |
| 2012 | Unorthodox Jukebox - Formátum: LP, CD, digitális letöltés   | 1             | 1             | 1             | 3             | 2             | 1             | - US: 2,300,000 - Világszerte: 6,000,000 | - US: 2× Platina - AUS: 3× Platina - UK: 3× Platina - GER: Platina - CAN: 3× Platina - NZ: 3× Platina  |
| 2016 | 24K Magic - Formátum: LP, CD, CD/DVD, digitális letöltés    | 2             | 3             | 2             | 4             | 2             | 3             | - US: 1,000,000 - Világszerte: 2,700,000 | - USA: 3× platina - AUS: platina - UK: platina - CAN: 2× platina - NZ: 3× platina                      |

#### Közreműködések
| Cím | Cím                        | Részletek |        |
| --- | -------------------------- | --- | ------ |
| Cím | An Evening with Silk Sonic | - Megjelenés: 2021. november 12. - Kiadó: Atlantic, Aftermath - Formátumok: digitális letöltés, streaming, kazetta, CD | [ 70 ] |

#### Lost Albums
1993 5
1998 10
2002 Banjo
2018 30

### Középlemezek
| Év   | Cím                                                                | Csúcshelyezés | Csúcshelyezés |
| Év   | Cím                                                                | US            | UK            |
| ---- | ------------------------------------------------------------------ | ------------- | ------------- |
| 2010 | It's Better If You Don't Understand - Formátum: digitális letöltés | 99            | 97            |

### Kislemezek
| Év   | Cím                  | Csúcshelyezések | Csúcshelyezések | Csúcshelyezések | Csúcshelyezések | Csúcshelyezések | Csúcshelyezések | Csúcshelyezések | Csúcshelyezések | Csúcshelyezések | Csúcshelyezések | Minősítések                                                            | Album                                     |
| Év   | Cím                  | US              | AUS             | CAN             | DEN             | GER             | IRL             | NLD             | NZ              | SWI             | UK              | Minősítések                                                            | Album                                     |
| ---- | -------------------- | --------------- | --------------- | --------------- | --------------- | --------------- | --------------- | --------------- | --------------- | --------------- | --------------- | ---------------------------------------------------------------------- | ----------------------------------------- |
| 2010 | Just the Way You Are | 1               | 1               | 1               | 6               | 2               | 1               | 1               | 1               | 1               | 1               | - US: 7× Platina - AUS: 6× Platina - CAN: 6× Platina - NZ: 2× Platina  | Doo-Wops & Hooligans                      |
| 2010 | Grenade              | 1               | 1               | 1               | 1               | 1               | 1               | 2               | 1               | 1               | 1               | - US: 5× Platina - AUS: 5× Platina - CAN: 6× Platina - NZ: 2× Platinum | Doo-Wops & Hooligans                      |
| 2011 | The Lazy Song        | 4               | 6               | 5               | 1               | 9               | 4               | 4               | 3               | 5               | 1               | - US: 3× Platina - AUS: 3× Platina - CAN: 4x Platina - NZ: Platina     | Doo-Wops & Hooligans                      |
| 2011 | Marry You            | 85              | 8               | 10              | —               | 15              | 5               | 13              | 3               | 12              | 11              | - AUS: 2× Platina - CAN: 3× Platina - NZ: Arany                        | Doo-Wops & Hooligans                      |
| 2011 | It Will Rain         | 3               | 14              | 5               | 11              | 12              | 11              | 35              | 2               | 22              | 14              | - US: 3× Platina - AUS: 2× Platina - CAN: 3× Platina - NZ: Platina     | The Twilight Saga: Breaking Dawn – Part 1 |
| 2011 | Count on Me          | —               | 19              | —               | —               | —               | —               | —               | 13              | 55              | 78              | - AUS: 3× Platina - RIANZ: Platina                                     | Doo-Wops & Hooligans                      |
| 2012 | Locked Out of Heaven | 1               | 4               | 1               | 2               | 7               | 4               | 10              | 4               | 8               | 2               | - US: 5× Platina - AUS: 5× Platina - CAN: 5× Platina - NZ: 2× Platina  | Unorthodox Jukebox                        |
| 2013 | When I Was Your Man  | 1               | 6               | 3               | 4               | 23              | 6               | 6               | 4               | 12              | 2               | - US: 4× Platina - AUS: 4× Platina - CAN: 4× Platina - NZ: 2× Platina  | Unorthodox Jukebox                        |
| 2013 | Treasure             | 5               | 10              | 4               | 14              | 17              | 9               | 15              | 7               | 13              | 12              | - US: 3× Platina - AUS: 2× Platina - CAN: 2× Platina - NZ: Platina     | Unorthodox Jukebox                        |
| 2013 | Gorilla              | 22              | 41              | 23              | —               | —               | 53              | 31              | —               | —               | 62              | - US: Arany - AUS: Arany - CAN: Arany                                  | Unorthodox Jukebox                        |
| 2013 | Young Girls          | 32              | 62              | 19              | —               | —               | 78              | 58              | 23              | —               | 83              | - US: Arany - AUS: Arany - CAN: Arany                                  | Unorthodox Jukebox                        |

#### Közreműködések
| Év                                                                            | Cím                                                                  | Csúcshelyezések | Csúcshelyezések | Csúcshelyezések | Csúcshelyezések | Csúcshelyezések | Csúcshelyezések | Csúcshelyezések | Csúcshelyezések | Csúcshelyezések | Csúcshelyezések | Minősítések                                                           | Album                                       |
| Év                                                                            | Cím                                                                  | US              | AUS             | CAN             | DEN             | GER             | IRL             | NL              | NZ              | SWI             | UK              | Minősítések                                                           | Album                                       |
| ----------------------------------------------------------------------------- | -------------------------------------------------------------------- | --------------- | --------------- | --------------- | --------------- | --------------- | --------------- | --------------- | --------------- | --------------- | --------------- | --------------------------------------------------------------------- | ------------------------------------------- |
| 2010                                                                          | Nothin' on You (B.o.B featuring Bruno Mars)                          | 1               | 3               | 10              | 24              | 22              | 7               | 1               | 5               | 28              | 1               | - US: 2x Platina - AUS: Platina - CAN: Platina - NZ: Platina          | B.o.B Presents: The Adventures of Bobby Ray |
| 2010                                                                          | Billionaire (Travie McCoy featuring Bruno Mars)                      | 4               | 5               | 11              | 8               | 16              | 2               | 1               | 2               | 14              | 3               | - US: 2× Platina - AUS: 2× Platina - CAN: 2× Platina - NZ: Platina    | Lazarus                                     |
| 2011                                                                          | Lighters (Bad Meets Evil featuring Bruno Mars)                       | 4               | 17              | 4               | 18              | 26              | 11              | 13              | 2               | 10              | 10              | - US: 2× Platina - AUS: Platina                                       | Hell: The Sequel                            |
| 2011                                                                          | Young, Wild & Free (Snoop Dogg and Wiz Khalifa featuring Bruno Mars) | 7               | 4               | 13              | 19              | 15              | 33              | 7               | 2               | 12              | 44              | - US: 3× Platina - AUS: 4× Platina - CAN: 2× Platina - NZ: Platina    | Mac & Devin Go to High School               |
| 2011                                                                          | Mirror (Lil Wayne featuring Bruno Mars)                              | 16              | 26              | 44              | 12              | -               | 21              | 17              | 37              | 15              | 17              | - US: Platina - AUS: Platina                                          | Tha Carter IV                               |
| 2013                                                                          | Bubble Butt (Major Lazer featuring Bruno Mars, Tyga and Mystic)      | 56              | 39              | —               | —               | —               | —               | 65              | —               | —               | 196             | - US: Arany                                                           | Free the Universe                           |
| 2014                                                                          | Uptown Funk (Mark Ronson featuring Bruno Mars)                       | 1               | 1               | 1               | 2               | 3               | 1               | 4               | 1               | 2               | 1               | - US: 5× Platina - AUS: 7× Platina - CAN: 7× Platina - NZ: 4× Platina | Uptown Special                              |
| "—" denotes items which were not released in that country or failed to chart. |                                                                      |                 |                 |                 |                 |                 |                 |                 |                 |                 |                 |                                                                       |                                             |

#### Promóciós kislemezek
| Év   | Cím                     | Csúcshelyezések | Csúcshelyezések | Csúcshelyezések | Csúcshelyezések | Album                |
| Év   | Cím                     | US              | CAN             | NZ              | UK              | Album                |
| ---- | ----------------------- | --------------- | --------------- | --------------- | --------------- | -------------------- |
| 2010 | "Liquor Store Blues"    | 105             | 97              | —               | —               | Doo-Wops & Hooligans |
| 2011 | "Somewhere in Brooklyn" | —               | —               | —               | —               | Doo-Wops & Hooligans |
| 2011 | "Talking to the Moon"   | —               | —               | —               | —               | Doo-Wops & Hooligans |
| 2011 | "Runaway Baby"          | 50              | 66              | 35              | 19              | Doo-Wops & Hooligans |
| 2012 | "Moonshine"             | —               | —               | —               | —               | Unorthodox Jukebox   |

## Zenei videók
| Év                                                  | Cím  | Rendező(k)                     |
| --------------------------------------------------- | ---- | ------------------------------ |
| "The Other Side" (featuring Cee Lo Green and B.o.B) | 2010 | Nick Bilardello, Cameron Duddy |
| "Just the Way You Are"                              | 2010 | Ethan Lader                    |
| "Grenade"                                           | 2010 | Nabil Elderkin                 |
| "Liquor Store Blues" (featuring Damian Marley)      | 2011 | Jake Summer                    |
| "The Lazy Song"                                     | 2011 | Bruno Mars, Cameron Duddy      |
| "The Lazy Song"                                     | 2011 | Nez                            |
| "It Will Rain"                                      | 2011 | Phil Pinto, Bruno Mars         |
| "Locked Out of Heaven"                              | 2012 | Cameron Duddy, Bruno Mars      |
| "When I Was Your Man"                               | 2013 | Cameron Duddy, Bruno Mars      |
| "Treasure"                                          | 2013 | Cameron Duddy, Bruno Mars      |
| "Gorilla"                                           | 2013 | Cameron Duddy, Bruno Mars      |

## Fordítás
- Ez a szócikk részben vagy egészben  a   Bruno Mars című angol Wikipédia-szócikk fordításán alapul.  Az eredeti cikk szerkesztőit annak laptörténete sorolja fel. Ez a jelzés csupán a megfogalmazás eredetét és a szerzői jogokat jelzi, nem szolgál a cikkben szereplő információk forrásmegjelöléseként.

## További információ
- Hivatalos oldal
- Bruno Mars a Facebookon
- Bruno Mars a PORT.hu-n (magyarul)
- Bruno Mars az Internetes Szinkronadatbázisban (magyarul)
- Bruno Mars az Internet Movie Database-ben (angolul)
- Bruno Mars a Rotten Tomatoeson (angolul)